# Xanthomelanopsis brasiliensis
Xanthomelanopsis brasiliensis là một loài ruồi trong họ Tachinidae.